# Muraste
Muraste (tyska: Morras) är en by i Estland. Den är belägen i Harku kommun och i landskapet Harjumaa, i den nordvästra delen av landet, 18 km väster om huvudstaden Tallinn. Antalet invånare var 1 698 år 2011.
Muraste ligger 40 meter över havet och terrängen runt byn är platt. Murate ligger omedelbart söder om kustbyn Mereküla som ligger vid Finska viken. Runt Muraste är det ganska glesbefolkat, med 40 invånare per kvadratkilometer.
Muraste herrgård, idag en ruin, har anor från 1600-talet.